# Bard (Włochy)
Bard – miejscowość i gmina we Włoszech, w regionie Dolina Aosty.
Według danych na styczeń 2009 gminę zamieszkiwało 137 osób przy gęstości zaludnienia 45,4 os./1 km².